# حیدرخان زنگنه
حیدرخان زنگنه یکی از صاحب منصبان حکومت زندیان بود. حیدرخان زنگنه کُرد و از ایل زنگنه بود که از ایلات کُرد بومی منطقهٔ کرمانشاه است و عمدتاً از اهل تسنن تشکیل شده‌بود. حیدرخان در دربار زندیان و در زمان حکومت کریم‌خان زند (حکومت: ۱۷۵۱-۱۷۷۹) فعالیت می‌کرد و دو بار به عنوان دیپلمات به شهر بااهمیت بغداد در امپراتوری عثمانی فرستاده شد.